# Kemoterapi
Kemoterapi er en metode til behandling af kræft, hvor man anvender cellegifte (cytostatika) til at bremse cellernes deling eller cellernes stofskifte og dermed kræftens spredning i kroppen.
Udover kræftcellerne påvirker kemoterapien også kroppens normale celler, hvilket medfører ofte ubehagelige og belastende bivirkninger. De fleste normale celler har en langsommere deling, ligesom de er mere modstandsdygtige end kræftcellerne, men cellerne i slimhinder, hår, hud og knoglemarv bliver ofte påvirket, idet de deler sig hurtigere end andre celler i kroppen. Hårtab kan mindskes ved at afkøle hovedet.